# The Sunset Limited
Pour le téléfilm réalisé par Tommy Lee Jones de 2011, voir The Sunset Limited (téléfilm).
The Sunset Limited est une pièce de théâtre écrite par Cormac McCarthy en 2006.

## Adaptations
En 2011, la pièce fut adaptée à la télévision dans le téléfilm The Sunset Limited, avec Tommy Lee Jones et Samuel L. Jackson.
Et au théâtre :
- Sunset Limited, la Teatro Sala Fontana (Milano)  avec Fausto Iheme Caroli et Fabio Sonzogni. 2013